# Funk paulista
Il funk paulista è uno dei sottogeneri del funk carioca, apparso intorno all'anno 2013 nella città di San Paolo. I suoi testi si basano su temi legati all'erotismo, con connotazioni sessuali e giochi di parole umoristici. Il genere è stato indicato da vari media come sostituto del funk ostentação, che ha perso popolarità alla fine dello stesso anno.